# Ordre du Dragon

Ordo Draconum

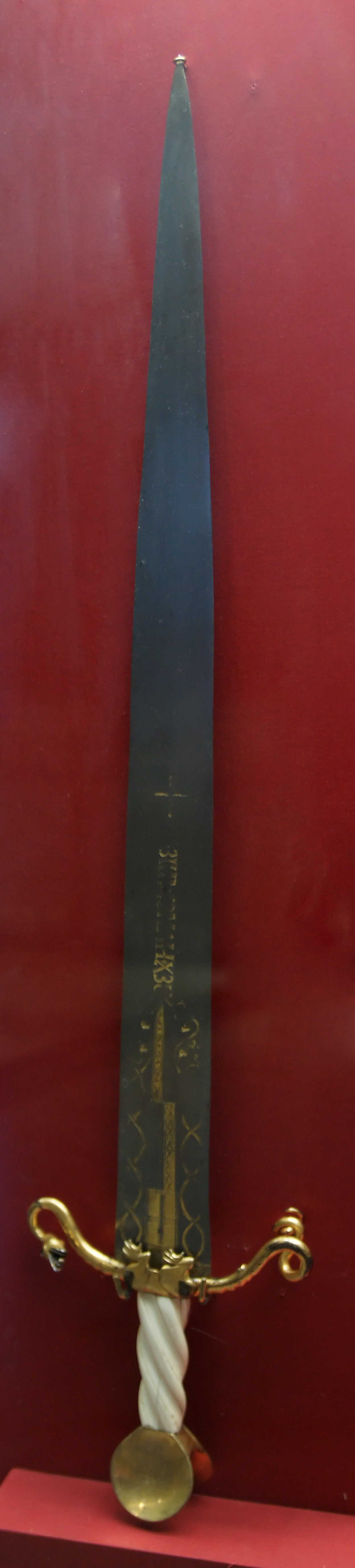
Épée cérémonielle de l'ordre, vers 1433

L'ordre du Dragon (allemand: der Drachenorden; latin: Societas Draconistarum) est un ordre de chevalerie créé en 1408 par Sigismond de Luxembourg, roi de Hongrie, et par son épouse, Barbe de Cilley.
Il est inspiré des ordres militaires des croisades, dont l'objectif initial est de défendre la chrétienté.
L'ordre fleurit dans le Saint-Empire romain germanique après l'élection et le couronnement de Sigismond, et ses membres jouent un rôle en Hongrie, en Valachie, en Moldavie, en Serbie et dans le reste des Balkans dans la lutte contre l'Empire ottoman.

## Contexte

### Sigismond de Luxembourg
Sigismond de Luxembourg (1368-1437) est un fils cadet de l'empereur Charles IV (1316-1378), aussi duc de Luxembourg et roi de Bohême (le royaume de Bohême faisant partie du Saint-Empire).
Sigismond devient roi de Hongrie en 1387 du fait de son mariage avec Marie de Hongrie. La mort de celle-ci en 1395 fragilise sa position à la tête de la Hongrie, d'autant plus qu'en 1396, il subit la défaite de Nicopolis (actuelle Bulgarie) face aux Ottomans. 
Il réussit cependant à rassembler une faction pour le soutenir, notamment le comte Herrmann II de Cilley, dont il épouse la fille Barbe en 1405. La constitution de l'ordre du Dragon en 1408 correspond à la fois à un projet politique (pour structurer sa faction) et militaire (contre les Ottomans).
Par la suite, il est élu  roi des Romains en 1411, succédant à trois rois des Romains non couronnés empereurs qui ont succédé à Charles IV depuis 1378 : son frère Venceslas, Robert du Palatinat et Jobst de Moravie. Sigismond, couronné empereur seulement en 1433, est tout de même chef du Saint-Empire dès 1411.

### L'expansion ottomane dans les Balkans
- Conquête ottomane des Balkans.

Les Turcs ottomans, installés en Anatolie dès le début du XIVe siècle, font leurs premières incursions en Europe vers 1360 (bataille de la Maritsa). 
À la fin du siècle, deux grandes batailles marquent leur progression face aux chrétiens des Balkans, que l'Empire byzantin n'est pas en mesure de secourir : la bataille de Kosovo Polje (1389), où ils sont vainqueurs du prince de Serbie, qui devient leur vassal ; la bataille de Nicopolis (1396), où ils sont vainqueurs d'une coalition chrétienne à statut de croisade, dirigée (en théorie) par Sigismond.
Les chrétiens bénéficient alors d'un répit en raison de l'offensive de Tamerlan au Proche-Orient (1400 : Syrie, 1402 : Anatolie) et de l’interrègne ottoman (1403-1413). Les Ottomans restent quelques années sur la défensive, puis repartent à l'attaque des derniers bastions de l'Empire : en 1430, ils prennent Thessalonique, en attendant Constantinople en 1453.

### Le grand schisme d'Occident (1378-1417)
- Grand schisme d'Occident

L'Église romaine se divise à la suite de la succession du pape Grégoire XI en 1378 : après l'élection d'Urbain VI, une partie des cardinaux élit un « antipape », Clément VII, qui revient s'installer à Avignon.
Cette scission de la chrétienté romaine se prolonge pendant près de quarante ans.

## L'ordre

### Fondation
La charte de fondation, datée du 12 décembre 1408, dédie l'ordre à la défense de la Croix face aux soldats païens, ainsi qu'à la défense des royaumes (représentés dans l'ordre) face à leurs rivaux, ce qui vise principalement les ottomans.
L'ordre a accepté des membres non-catholiques, tels que les dirigeants de Serbie et de Valachie, qui étaient orthodoxes.
Outre Sigismond de Luxembourg , vingt-et-un fondateurs sont intronisés en 1408, parmi lesquels plusieurs membres des noblesses autrichienne et hongroise dont les domaines sont directement menacés par les conquêtes ottomanes :
- Stefan Lazarević, despote de Serbie ;
- Herman II, comte de Celje, Ban de Slavonie ;
- Frederic II (en), fils d'Herman II ;
- Miklós Garai II, palatin de Hongrie ;
- János Garai, frère de Miklós II ;
- Stibor de Stiboricz (en), voïvode de Transylvanie ;
- János Tamási, voïvode de Transylvanie ;
- Jacobus Laczk de Szántó, voïvode de Transylvanie ;
- János Maróti, ban de Macsó ;
- Pippo Spano, Ispán et ban de Severin ;
- Miklós II Szécsi (en), noble hongrois de la famille Szécsi ;
- Karolus de Krbava (Famille de Krbava (en)), ban de Croatie ;
- Simon Szécsényi (en), baron hongrois de la famille Szécsényi ;
- János de Krbava (Famille de Krbava (en)), comte de Krbava ;
- János Alsáni, grand échanson ;
- Peter Cseh de Léva, grand écuyer ;
- Nicolaus Csáki, voïvode de Transylvanie ;
- Paul Besenyő dit Paul Pécsi, ban de Dalmatie ;
- Michael Nádasdi, comte des Sicules ;
- Péter Perényi (en), noble hongrois ;
- Emeric Perényi, secrétaire du chancelier royal.

Selon une autre source, Albert de Nagymihályi aurait fait partie des membres fondateurs.

### Symbole
Pour symbole, l'ordre choisit un insigne composé d'un dragon avec la queue enroulée autour du cou. Sur le dos du dragon, de la base du cou jusqu'à la queue, est posée la croix de saint Georges sur un drap d'argent. Le dragon représente la Bête de l'Apocalypse et la croix rouge la victoire du Christ sur les forces du mal. 
Les membres devaient toujours porter le symbole (souvent sous forme d'un médaillon) et étaient fréquemment enterrés avec.

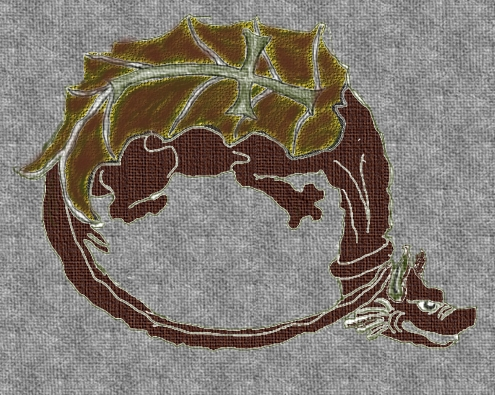
Reconstitution basée sur un artefact d'un musée autrichien.

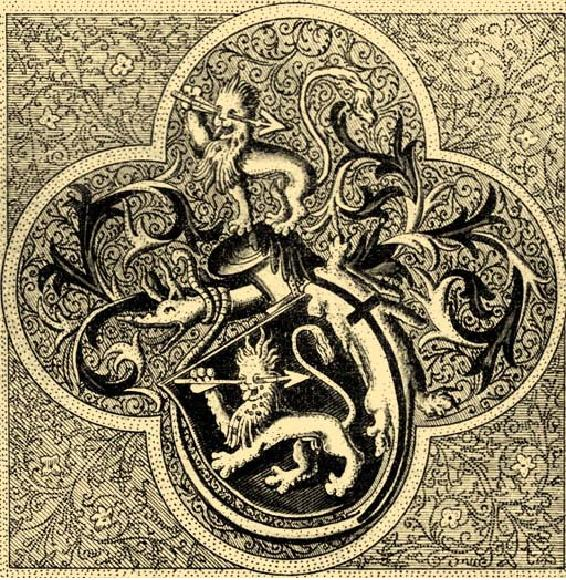
Armoiries de la famille Csapy : l'écu est entouré du dragon de l'Ordre.

Une annotation de l'université de Bucarest sur l'édit original qui établit l'ordre dit « O Quam Misericors est Deus, Pius et Justus » et peut faire partie de l'emblème.

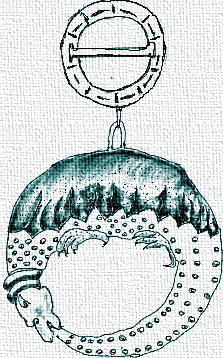
Dragon ourobore provenant d'un musée autrichien.

### Histoire de l'ordre
En 1431, Sigismond décide d'étendre l'ordre et invite d'autres personnalités à en faire partie, notamment le voïvode de Valachie Vlad II Basarab, qui y reçoit le surnom de Dracul (« le dragon ») ; il est le père de Vlad III Basarab, surnommé Drăculea (« le dragonneau », qui servira bien plus tard à Bram Stoker pour nommer son personnage de vampire).
L'adoubement de nouveaux membres entraine la création de grades à l'intérieur de l'ordre. Chaque grade a son propre rituel basé sur une variation du symbole de l'ordre, bien que le symbole du dragon reste dominant. 
Les changements communs[pas clair] incluaient des mentions comme « O quam misericors est Deus » (« Oh, comme Dieu est miséricordieux ») et « Justus et paciens » (« juste et paisible »). 
Comme tous les ordres chevaliers, ce type d'organisation visait à accroître les vertus et le courage de ses membres face à l'ennemi désigné, et dans la pratique, à mieux coordonner les forces des participants autour de Sigismond de Luxembourg et à accroître son influence politique. 
L'ordre perdure jusqu'à la mort de Sigismond en 1437, à la suite de laquelle il perd rapidement son influence et son prestige, finissant par se disperser.

## Postérité
Il reste aujourd'hui de rares artefacts historiques de l'ordre, bien que le symbole de l'ordre, ainsi qu'un symbole proche, celui du dragon ourobore, ait été adopté pour le blason de familles nobles d'Europe. 
Beaucoup plus nombreuses sont les copies et les artefacts apocryphes car l'ordre continue à susciter mythes et légendes.

### dans les arts
Dans son film Dracula, Francis Ford Coppola fait du comte Dracula un membre de l'ordre du Dragon combattants les turcs qui tentent d'envahir la Roumanie. 

## Historiographie
Une copie de l'édit de création, datant de 1707, est conservée à l'université de Bucarest, mais son authenticité est contestée.